# ریبون
ریبون (به انگلیسی: Ribon) یک مجله شوجو مانگا ماهانه ژاپنی است که توسط شوئیشا در سوم هر ماه منتشر می‌شود. اولین بار در اوت ۱۹۵۵ منتشر شد، رقبای آن ناکایوشی و سیائو هستند. مخاطبان آن دختران تقریباً ۸ تا ۱۴ ساله هستند.
این مجله یکی از پرفروش‌ترین مجلات شوگا مانگا است که از سال ۱۹۷۸ تاکنون بیش از ۵۹۰ میلیون نسخه فروش داشته‌است. تیراژ آن بین سالهای ۱۹۸۷ و ۲۰۰۱ میلیون بوده‌است و در سال ۱۹۹۴ به ۲٫۳ میلیون رسیده‌است. در سال ۲۰۰۹، تیراژ این مجله ۲۷۴٬۱۶۷ بود. با این حال، در سال ۲۰۱۰، تیراژ به ۲۴۳۳۳۴ کاهش یافت.
صفحات روی کاغذ روزنامه چند رنگ چاپ می‌شوند و طول شماره‌ها اغلب بیش از ۴۰۰ صفحه است. معمولاً جلدها با جایزه‌های مختلفی از جمله اسباب بازی‌های کوچک یا یادداشت‌های رنگارنگ با مضمون مانگای سریال در مجله همراه می‌شوند. خوانندگان می‌توانند در برخی از شماره‌ها برای هدایای سفارش پستی (zen-in) تمبر ارسال کنند.
مجموعه‌های مانگای این مجله بعداً تحت عنوان Ribon Mascot Comics (RMC) در قالب کتاب (tankōbon) تدوین و منتشر می‌شوند.

## تیتراژ
| سال / دوره                  | تیراژ ماهانه | فروش مجله   |
| --------------------------- | ------------ | ----------- |
| ۱۹۷۸                        | 1,350,000    | ۱۶٬۲۰۰٬۰۰۰  |
| ۱۹۷۹                        | 1,350,000    | ۱۶٬۲۰۰٬۰۰۰  |
| ۱۹۸۰                        | 1,500,000    | ۱۸٬۰۰۰٬۰۰۰  |
| ۱۹۸۱                        | 1,500,000    | ۱۸٬۰۰۰٬۰۰۰  |
| ۱۹۸۲                        | 1,500,000    | ۱۸٬۰۰۰٬۰۰۰  |
| ۱۹۸۳                        | 1,500,000    | ۱۸٬۰۰۰٬۰۰۰  |
| ۱۹۸۴                        | 1,700,000    | ۲۰٬۴۰۰٬۰۰۰  |
| ۱۹۸۵                        | 1,800,000    | ۲۱٬۶۰۰٬۰۰۰  |
| ۱۹۸۶                        | 2,000,000    | ۲۴٬۰۰۰٬۰۰۰  |
| ۱۹۸۷                        | 2,200,000    | ۲۶٬۴۰۰٬۰۰۰  |
| ۱۹۸۸                        | 2,000,000    | ۲۴٬۰۰۰٬۰۰۰  |
| ۱۹۸۹                        | 2,300,000    | ۲۷٬۶۰۰٬۰۰۰  |
| ۱۹۹۰                        | 2,300,000    | ۲۷٬۶۰۰٬۰۰۰  |
| ژانویه ۱۹۹۱ تا مارس ۱۹۹۱    | 2,300,000    | ۶٬۹۰۰٬۰۰۰   |
| آوریل ۱۹۹۱ تا مارس ۱۹۹۲     | 2,400,000    | ۲۸٬۸۰۰٬۰۰۰  |
| آوریل ۱۹۹۲ تا مارس ۱۹۹۳     | 2,400,000    | ۲۸٬۸۰۰٬۰۰۰  |
| آوریل ۱۹۹۳ تا مارس ۱۹۹۴     | 2,400,000    | ۲۸٬۸۰۰٬۰۰۰  |
| آوریل ۱۹۹۴ تا دسامبر ۱۹۹۴   | 2,300,000    | ۲۰٬۷۰۰٬۰۰۰  |
| ۱۹۹۵                        | 2,160,000    | ۲۵٬۹۲۰٬۰۰۰  |
| ۱۹۹۶                        | 1,750,000    | ۲۱٬۰۰۰٬۰۰۰  |
| ۱۹۹۷                        | 1,630,000    | ۱۹٬۵۶۰٬۰۰۰  |
| ۱۹۹۸                        | 1,350,000    | ۱۶٬۲۰۰٬۰۰۰  |
| ۱۹۹۹                        | 1,350,000    | ۱۶٬۲۰۰٬۰۰۰  |
| ۲۰۰۰                        | 1,350,000    | ۱۶٬۲۰۰٬۰۰۰  |
| ۲۰۰۱                        | 1,260,000    | ۱۵٬۱۲۰٬۰۰۰  |
| ۲۰۰۲                        | 980,000      | ۱۱٬۷۶۰٬۰۰۰  |
| ۲۰۰۳                        | 860,000      | ۱۰٬۳۲۰٬۰۰۰  |
| ۲۰۰۴                        | 729,167      | ۸٬۷۵۰٬۰۰۴   |
| ۲۰۰۵                        | 537,500      | ۶٬۴۵۰٬۰۰۰   |
| ۲۰۰۶                        | 400,000      | ۴٬۸۰۰٬۰۰۰   |
| ۲۰۰۷                        | 376,666      | ۴٬۵۱۹٬۹۹۲   |
| ۲۰۰۸                        | 330,000      | ۳٬۹۶۰٬۰۰۰   |
| ژانویه ۲۰۰۹ تا سپتامبر ۲۰۰۹ | 274,167      | ۲٬۴۶۷٬۵۰۳   |
| اکتبر ۲۰۰۹ تا سپتامبر ۲۰۱۰  | 243,334      | ۲٬۹۲۰٬۰۰۸   |
| اکتبر ۲۰۱۰ تا سپتامبر ۲۰۱۱  | 209,334      | ۲٬۵۱۲٬۰۰۸   |
| اکتبر ۲۰۱۱ تا سپتامبر ۲۰۱۲  | 212,500      | ۲٬۵۵۰٬۰۰۰   |
| اکتبر ۲۰۱۲ تا سپتامبر ۲۰۱۳  | 201,667      | ۲٬۴۲۰٬۰۰۴   |
| اکتبر ۲۰۱۳ تا سپتامبر ۲۰۱۴  | 202,500      | ۲٬۴۳۰٬۰۰۰   |
| اکتبر ۲۰۱۴ تا سپتامبر ۲۰۱۵  | 195,834      | ۲٬۳۵۰٬۰۰۸   |
| اکتبر ۲۰۱۵ تا سپتامبر ۲۰۱۶  | 181,667      | ۲٬۱۸۰٬۰۰۴   |
| اکتبر ۲۰۱۶ تا سپتامبر ۲۰۱۷  | 172,917      | ۲٬۰۷۵٬۰۰۴   |
| اکتبر ۲۰۱۷ تا مارس ۲۰۱۸     | ۱۵۲٬۵۰۰      | ۹۱۵٬۰۰۰     |
| ۱۹۷۸ تا مارس ۲۰۱۸           |              | ۵۹۳٬۵۷۹٬۵۳۵ |